# Abida secale
Abida secale es una especie de molusco gasterópodo pulmonado de la familia Chondrinidae.

## Distribución geográfica
Se distribuye por el centro y sur de Europa.